# أنابيل لي (لاعبة كرة قاعدة)
أنابيل لي (بالإنجليزية: Annabelle Lee)‏ هي لاعب كرة قاعدة أمريكية، ولدت في 22 يناير 1922 في لوس أنجلوس في الولايات المتحدة، وتوفيت في 3 يوليو 2008 في كوستا ميسا في الولايات المتحدة.